# Instroetsj
De Instroetsj (Russisch: Инструч, Duits: Inster) is een rivier in Rusland, oblast Kaliningrad. 
Zij ontspringt 5 km ten noordoosten van Pravdino en vormt na 101 km door samenvloeiing met de Angrapa de Pregolja. Zij stroomt traag en met vele kronkels door een 1 à 2 km breed dal.
De 13 zijriviertjes zijn klein en drogen vaak uit.